# ねこぺん日和
『ねこぺん日和』（ねこぺんびより）は、鹿児島県出身のイラストレーターもじじによるLINEスタンプの作品名称である。

## 概要
白猫のねこくんと赤ちゃんペンギンのぺんちゃんの2匹が織り成す、優しい日常を描いたLINEスタンプ。2匹のほのぼのとした様子に「癒される」と人気に火がついた。

メインキャラクターの2匹以外にも、二足歩行で人間同様の生活を送る猫達とペンギン達が友達として登場する。

ネコとペンギン以外の動物も登場することはあるが、彼らと同様の振る舞いが出来るかは不明（ただし「ひよこさんきょうだい」のようなクロスオーバーのキャラは言葉を話せるようである）。

## 登場人物

#### ねこくん
穏やかで優しい雄猫。ちょっとマイペース過ぎるところも。ぺんちゃんとは友人でありルームメイトでもあるらしい。語尾が「～にゃ」と猫語がつく。
好きな食べ物は美味しいもの全部。
趣味は釣り、お散歩、お昼寝、食べ歩き、ねこじゃらしで遊ぶこと。
詳しい年齢は不明だが、ぺんちゃんより年長の青年猫と見られ、保護者の役割も担っている。ガールフレンドの三毛猫がいる。

#### ぺんちゃん
素直で純粋な雄の子ぺんぎん。少しおっちょこちょいなところも。ねこくんとは友人でありルームメイトであるらしい。語尾が「～だっぺ」とペンギン語がつく・
好きな食べ物はおにぎり、お魚、甘いもの。
趣味は植物のお世話や観察、図鑑を集めること、お散歩、蝶ネクタイ集め、天体観測。
詳しい年齢は不明だが、難しい漢字が書けないなど子供に近い存在。両親はリアルなコウテイペンギンの姿をしている。

#### ねこくんの友達
サバトラ、茶トラ、ぶちの3匹と特に仲がいい。この他にガールフレンドの三毛猫や無口だけど何でもしっている黒猫などがいる。

#### ぺんちゃんの友達
ぺんちゃんと外見がそっくりの子ペンギンが大勢いる。頭に花をつけている子ペンギンはぺんちゃんのガールフレンド（はなちゃん）。

## 大切なもの

#### ぬいぐるみのくまさん
ぺんちゃんが大切にしているぬいぐるみの熊。ほつれたところを縫い合わせて大切にしている。ある日、左腕が取れてしまったため、ねこくんが徹夜してくまさんの手を直してあげた。

#### こうきゅうなくるま
ねこぺん自慢のダンボール製の車。当初はこうきゅうなくるまをねこくんが後ろから押して動かす様子が見られたが、いつの間にか通常の自動車同様に動く描写となった。
同じくダンボール製のバイクと連結出来る「かっこいいじょしゅせき」やダンボール箱をひっくり返した「こうきゅうほてる」、ダンボール製の「でんせつのよろい」「でんせつのけん」「でんせつのたて」などのシリーズがある。

## 書籍
- 『ねこぺん日和』2016年8月18日発行　ISBN 978-4-8002-5873-1
- 『ねこぺんとことこ』2019年9月24日発行　ISBN 978-4-8002-9490-6
- 『ねこぺん日和塗り絵BOOK のびのび元気なふたり』2021年5月5日発行　ISBN 978-4-2990-1087-2
- 『しゅっぱつ ねこぺん』2024年8月27日発行　ISBN 978-4-2990-4467-9